# اردک سرسیاه نیوزیلندی
اردک سرسیاه نیوزیلندی (نام علمی: Aythya novaeseelandiae) نام یک گونه از سرده دریانشین است.